# غرب إفريقيا

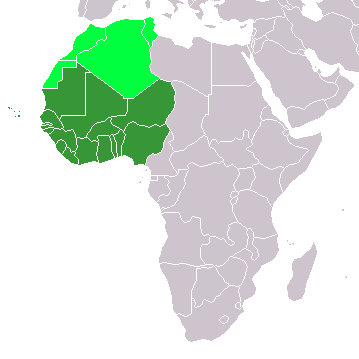

غرب إفريقيا أو إفريقية الغربية هي منطقة فرعية في إفريقيا، تبلغ مساحتها 5,112,903 كم2. وتنضم كل دول غرب إفريقيا للجماعة الاقتصادية لدول غرب إفريقيا، باستثناء موريتانيا.
تُعرّف الأمم المتحدة غرب إفريقيا بأنها 16 دولة هي بنين وبوركينا فاسو والرأس الأخضر وغامبيا وغانا وغينيا وغينيا بيساو وساحل العاج وليبيريا ومالي وموريتانيا والنيجر ونيجيريا والسنغال وسيراليون وتوغو. وكذلك إقليم ما وراء البحار التابع للمملكة المتحدة في سانت هيلانة وأسنسيون وتريستان دا كونها. يقدر عدد سكان غرب إفريقيا بحوالي 381 مليون  شخصًا اعتبارًا من 2018، و 381,981,000 اعتبارًا من عام 2017، منهم 189,672,000 من الإناث و 192,309,000 من الذكور.

## تاريخ

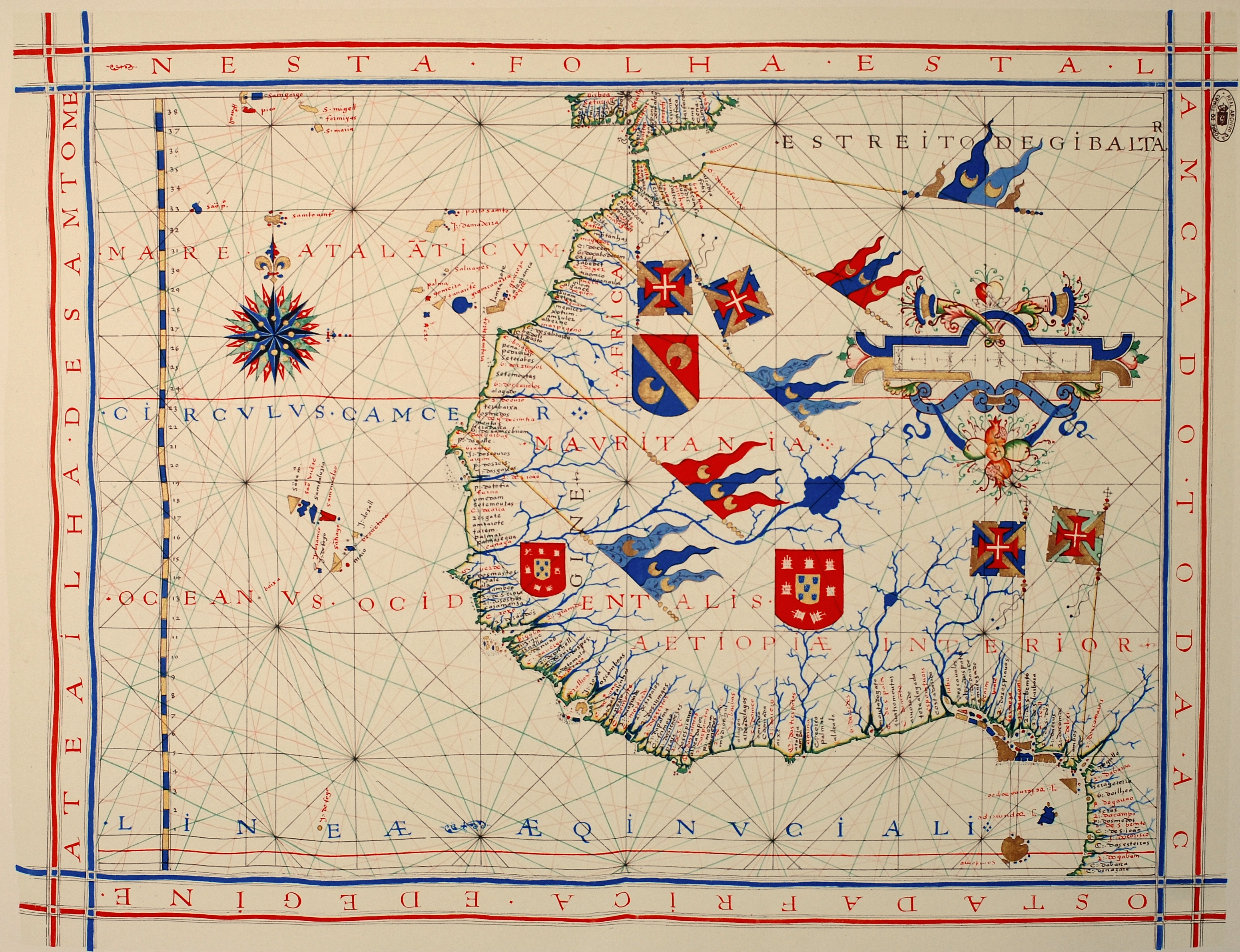
خريطة رهنامج ساحل غرب إفريقيا لفرناو فاز دورادو، 1571

تاريخ غرب إفريقيا يمكن تقسيمها إلى خمس فترات رئيسية هي: أولا، ما قبل التاريخ، والتي وصل إليها أول المستوطنون، الثانية، إمبراطوريات العصر الحديدي التي عززت التجارة داخل إفريقيا وخارجها، ثالثًا، ازدهر الدول الإفريقية. الرابع، الحقبة الاستعمارية، الخامس، حقبة ما بعد الاستقلال، حيث تشكلت الدول الحالية.

### عصور ما قبل التاريخ
تشير الأدلة الأثرية من وسط مالي إلى أن شعوب غرب إفريقيا قد اخترعت الفخار في المنطقة بشكل مستقل بحلول (بحلول 9400 قبل الميلاد على الأقل). وبدأت الزراعة في الألفية الخامسة قبل الميلاد، وسمح تدجين الجمال بتطوير التجارة عبر الصحراء مع قرطاج وقبائل البربر.

### الإمبراطوريات
سمح تطور اقتصاد المنطقة بتشكيل دول وحضارات أكثر مركزية، بدءًا من ذر تيشيت (1600 قبل الميلاد)، ثم تبعه دجيني دجينو ابتداءً من 300 قبل الميلاد، ثم تبعتهما إمبراطورية غانا التي ازدهرت بين القرنين التاسع والثاني عشر. والتي أفسحت المجال لاحقًا لإمبراطورية مالي. في موريتانيا الحالية، وسيطرت إمبراطورية مالي على جزء كبير من المنطقة حتى هزيمتها من قبل الغزاة المرابطين في عام 1052. واصلت إمبراطورية مالي إزدهارها لعدة قرون، وعلى الأخص في ظل حكم منسا موسى، قبل أن تنهار من قبل الطوارق وإمبراطورية سونغاي. وفي القرن الخامس عشر، أصبحت إمبراطورية سونغاي القوة المهيمنة على المنطقة.

### الاتصال الأوروبي والإستعباد
بدأ التجار البرتغاليون إقامة المستوطنات على طول ساحل غرب إفريقيا في 1445، تلتها فرنسا وبريطانيا وإسبانيا، وهولندا. فبدأت بهدها تجارة الرقيق بفترة وجيزة، الذي ساهم في إضعاف اقتصاد المنطقة وقلة السكان.

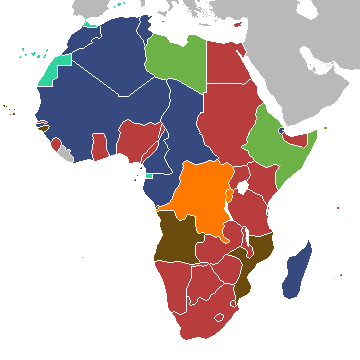
إيطاليا
بلجيكا
إسبانيا
بريطانيا
فرنسا
البرتغال

### الاستعمار
تمكنت الإمبراطوريات البريطانية والفرنسية والبرتغالية من الاستحواذ على المناطق الساحلية لكنها لم تتغول في عمق هذه الأراضي. وسيطر الأوروبيون على عُشر مساحة إفريقيا فقط، وتركز نفوذهم على طول ساحل البحر الأبيض المتوسط وفي العمق الجنوبي للقارة. وكان ليوبولد الثاني ملك بلجيكا واحدًا من بين أوائل القادة الذين اخترقوا الأراضي المحلية لإفريقيا، إذ أدار الكونغو كمقاطعة خاصةٍ به حتى عام 1908. وأضفى مؤتمر برلين 1884 صبغةً رسميةً على الإمبريالية الجديدة، والذي شرع به رئيس وزراء مملكة بروسيا أوتو فون بسمارك لتأسيس إرشادات دولية وتجنب النزاعات العنيفة. سمحت نتائج هذا المؤتمر للإمبرياليين بالتوغل في الأراضي دون حصول نزاعات تُذكر. كان التهديد الحقيقي الوحيد لإشعال العنف بين القوى المستعمرة هو حادثة فاشودة في عام 1898 بين بريطانيا وفرنسا والتي حُلَّت بطريقة سلمية. وأضافت أوروبا نحو 9 ملايين ميلًا مربعًا (23,000,000 كم2)-أي خُمس مساحة اليابسة على الكرة الأرضية- إلى ممتلكاتها الاستعمارية الأجنبية وذلك في الفترة من 1870 إلى 1914.

### عصور ما بعد الاستعمار
بعد الحرب العالمية الثانية، ظهرت حركات قومية عبر غرب إفريقيا. ففي عام 1957، أصبحت غانا، تحت قيادة كوامي نكروما، أول مستعمرة جنوب الصحراء تحقق استقلالها، تليها في العام التالي مستعمرات فرنسا (غينيا في عام 1958 بقيادة الرئيس أحمد سيكو توري)؛ وبحلول عام 1974، كانت دول غرب إفريقيا تتمتع بالحكم الذاتي.
منذ الاستقلال، وقد أصبحت العديد من الدول في غرب إفريقيا في حالة عدم الاستقرار السياسي، وقامت حروب أهلية في نيجيريا وسيراليون وليبيريا وساحل العاج، وسلسلة من الانقلابات العسكرية في غانا وبوركينا فاسو. ومنذ نهاية الاستعمار، كانت المنطقة مسرحًا لبعض الصراعات الوحشية، ومنها:
- الحرب الأهلية النيجيرية
- الحرب الأهلية الليبيرية الأولى
- الحرب الأهلية الليبيرية الثانية
- الحرب الأهلية في غينيا بيساو
- الحرب الأهلية الإيفوارية
- الحرب الأهلية في سيراليون

## الدول

### قائمة الدول
| البلد                                 | العاصمة    | المساحة (كم2) | عدد السكان  | اللغات الرسمية               |
| ------------------------------------- | ---------- | ------------- | ----------- | ---------------------------- |
| بنين                                  | بورتو نوفو | 112,622       | 11,801,151  | الفرنسية                     |
| بوركينا فاسو                          | واغادوغو   | 274,200       | 20,321,378  | الفرنسية                     |
| الرأس الأخضر                          | برايا      | 4033          | 549,935     | البرتغالية، لغة الرأس الأخضر |
| ساحل العاج                            | ياموسوكرو  | 322,460       | 25,716,544  | الفرنسية                     |
| غامبيا                                | بانجول     | 10,380        | 2,347,706   | الإنجليزية                   |
| غانا                                  | أكرا       | 238,535       | 30,417,856  | الإنجليزية                   |
| غينيا                                 | كوناكري    | 245,857       | 12,771,246  | الفرنسية                     |
| غينيا بيساو                           | بيساو      | 36,125        | 1,920,922   | البرتغالية                   |
| ليبيريا                               | مونروفيا   | 111,369       | 4,937,374   | الإنجليزية                   |
| مالي                                  | باماكو     | 1,240,192     | 19,658,031  | الفرنسية                     |
| موريتانيا                             | نواكشوط    | 1,030,700     | 4,525,696   | العربية                      |
| النيجر                                | نيامي      | 1,267,000     | 23,310,715  | الفرنسية                     |
| نيجيريا                               | أبوجا      | 923,768       | 200,963,599 | الإنجليزية، اليوروبية        |
| السنغال                               | داكار      | 196,723       | 16,296,364  | الفرنسية                     |
| سيراليون                              | فريتاون    | 71,740        | 7,813,215   | الإنجليزية                   |
| توغو                                  | لومي       | 56,785        | 8,082,366   | الفرنسية                     |
| سانت هيلانة وأسينشين وتريستان دا كونا | جيمس تاون  | 394           | 4534        | الإنجليزية                   |

## البيئة

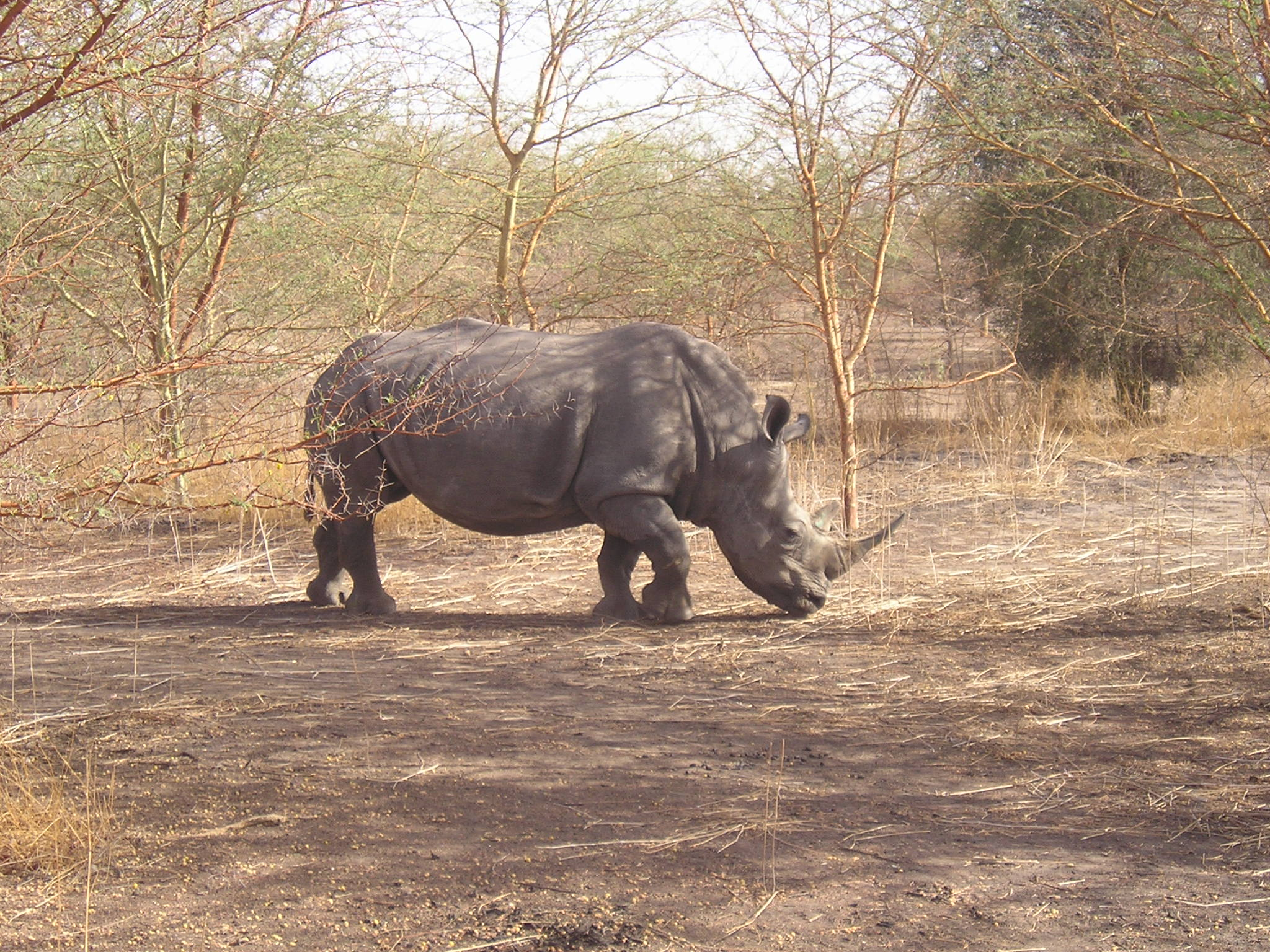
و حيد القرن في محمية باندا، السنغال.

### الطبيعة
قبل الاستعمار الأوروبي كانت لدي المنطقة بيئة متنوعة تشمل: أسد (توضيح)، أفراس النهر، الفيلة، الظباء، فهد (توضيح). وأثناء الاستعمار، قتل المستعمرون الأوروبيون، مثل الفرنسيين والبريطانيين، معظم الحيوانات البرية وخاصة الأسود، وبحلول مطلع القرن العشرين، فقدت المنطقة معظم حيواناتها بسبب الصيد الجائر.
وبحلول الثلاثينيات من القرن الماضي، انقرضت الأفيال الغامبية. وفقدت المنطقة الكثير من «مواردها الطبيعية التي كانت مرتبطة ارتباطًا وثيقًا بهويتها الثقافية. فقد سرق الصيد الجائر معظم حياتها البرية». وعلى الرغم من أنهم سيحاولون لاحقًا عكس الضرر الذي حدث من خلال محاولة الحفاظ على ما تبقى من الحياة البرية المحلية، ولكن الأوان قد فات. فخلال ثلاثينيات القرن العشرين، كان عدد الأفيال في غانا حوالي 300. وقد أثر الصيد والتوسع الزراعي وإزالة الغابات في نيجيريا بشكل كبير على الحياة البرية، وخاصة الأفيال.

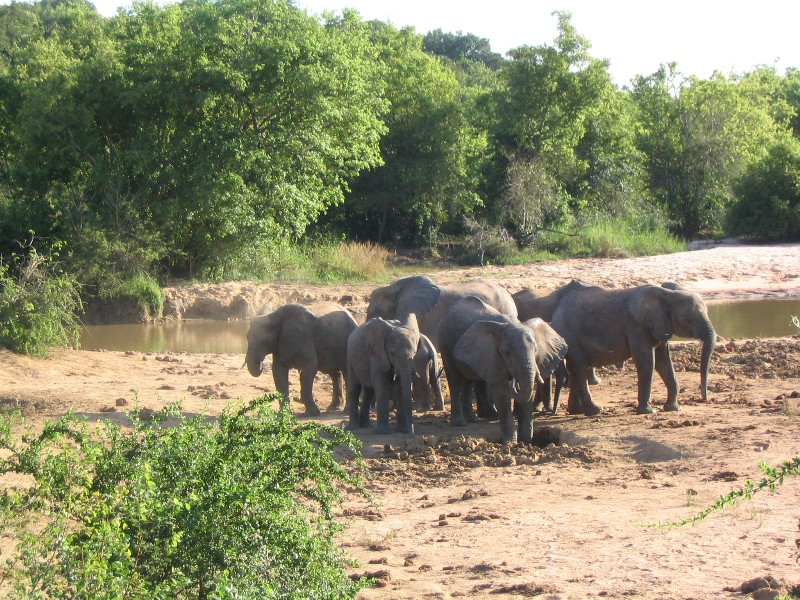
أفيال الأدغال الإفريقية في حديقة يانكاري الوطنية، نيجيريا

وعلى الرغم من الأضرار التاريخية التي لحقت بمجموعات الحياة البرية في المنطقة، لا تزال هناك بعض المحميات الطبيعية المحمية في المنطقة، مثل:
1. محمية بانديا الطبيعية في السنغال، تشمل الحياة الحيوانية: الزرافات، الحمير الوحشية، وحيد القرن، مجموعة متنوعة من الظباء، الجاموس، القرود، التماسيح، السلاحف، ومجموعة متنوعة من الطيور.
2. حديقة يانكاري الوطنية في نيجيريا، وتشمل الحياة الحيوانية: فيل الأدغال الإفريقي، الرباح الزيتوني، سعدان الباتاس، سعدان التنتالوس، ظبي أسمر، ثيتل الهرتبيس، الجاموس الإفريقي، ظبي الماء، ظبي الشجيرات وفرس النهر.
3. ومنطقة عنكاسا في غانا، وتشمل الحياة الحيوانية: الفيل، بونغو، الشمبانزي، وسعدان ديانا.[13]

### الجغرافيا
تحتل منطقة غرب إفريقيا مساحة تزيد من 6,140,000 كم 2، أو خمس ما يقرب من إفريقيا. والغالبية العظمى من هذه الأرض عبارة عن سهول تقع على ارتفاع أقل من 300 متر فوق مستوى سطح البحر. ويتكون الجزء الشمالي من غرب إفريقيا من تضاريس شبه قاحلة تعرف باسم الساحل، وهي منطقة انتقالية بين الصحراء وسافانا غرب السودان. وتشكل الغابات حزامًا بين السافانا والساحل الجنوبي، يتراوح عرضه من 160 كم إلى 240 كم.
تقع غرب إفريقيا بالقرب من خط طول 10 درجات شرقاً. ويشكل المحيط الأطلسي الحدود الغربية والجنوبية للمنطقة. الحدود الشمالية هي الصحراء الكبرى، والحدود الشرقية أقل دقة، حيث وضعها البعض عند
حوض بينوي، والبعض الآخر على خط يمتد من جبل الكميرون إلى بحيرة تشاد.
وتنعكس الحدود الاستعمارية في الحدود الحديثة بين دول غرب إفريقيا المعاصرة، وتتقاطع مع الخطوط العرقية والثقافية، وغالبًا ما تقسم المجموعات العرقية الفردية بين دولتين أو أكثر.

وعلى عكس معظم مناطق وسط وجنوب وجنوب شرق إفريقيا، فإن غرب إفريقيا لا يسكنها الشعوب التي تتحدث لغات البانتو.

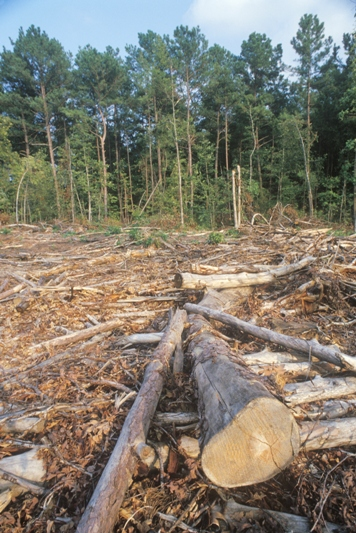
إزالة الغابات في نيجيريا

### الصيد الجائر
يعتبر الصيد الجائر قضية رئيسية في غرب إفريقيا. إلى جانب تقليل مخزون الأسماك في المنطقة، فإنه يشكل تهديد للأمن الغذائي وسبل عيش العديد من المجتمعات الساحلية التي تعتمد الصيد.
ولمكافحة الصيد الجائر، أوصت منظمة السلام الأخضر الدول بتقليل عدد سفن الصيد المسجلة العاملة في المياه الإفريقية، وزيادة المراقبة وإنشاء منظمات مصايد الأسماك الإقليمية. وتم بالفعل اتخاذ بعض الخطوات في شكل برنامج مصايد الأسماك الإقليمي لغرب إفريقيا التابع للبنك الدولي وعلاوة على ذلك، سنت ليبيريا قانون لوائح مصايد الأسماك في عام 2010، ثم قامت السنغال بسن قانون لمصايد الأسماك في عام 2015.

### إزالة الغابات
تتأثر غرب إفريقيا بشكل كبير بإزالة الغابات، ولديها واحدة من أسوأ معدلات إزالة الغابات. ويتم تجريف مساحات شاسعة من الغابات لإفساح المجال لمزارع لزيت النخيل ومزارع الكاكاو. وفقدت نيجيريا وليبيريا وغينيا وغانا وساحل العاج مساحات كبيرة من غاباتها المطيرة. وفي عام 2005، صنفت منظمة الأغذية والزراعة نيجيريا على أنها الدولة التي لديها أسوأ معدل لإزالة الغابات في العالم بأسره.

## الدين

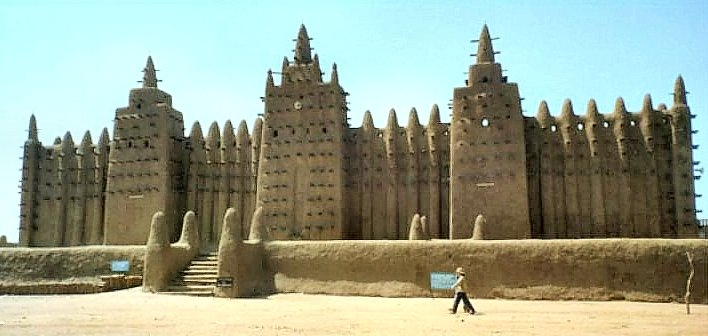
يعد مسجد جينيه الكبير الذي يعود تاريخه إلى القرن الثالث عشر مثالًا رائعًا على الطراز المعماري الأصلي لمنطقة الساحل في غرب إفريقيا. وهي مدرجة في قائمة مواقع التراث العالمي لليونسكو.

### الإسلام
الإسلام هو الدين السائد في غرب إفريقيا (60% من سكان غرب إفريقيا)؛ وقدم إلى المنطقة من قبل التجار في القرن التاسع، وقد كان للإسلام تأثير عميق على شعوب الماندي، والولوف، والهوسا، والفولاني، والسونغهاي، والزارما، والسننكي.
والدول الإسلامية في غرب إفريقيا هي: السنغال، غامبيا، مالي، موريتانيا، غينيا، النيجر، الساحل العلوي وثلثي المناطق الداخلية من سيراليون وداخل ليبيريا؛ والمناطق الغربية والشمالية والشرقية من بوركينا فاسو؛ والنصف الشمالية من نيجيريا، بنين، توغو، غانا وساحل العاج.

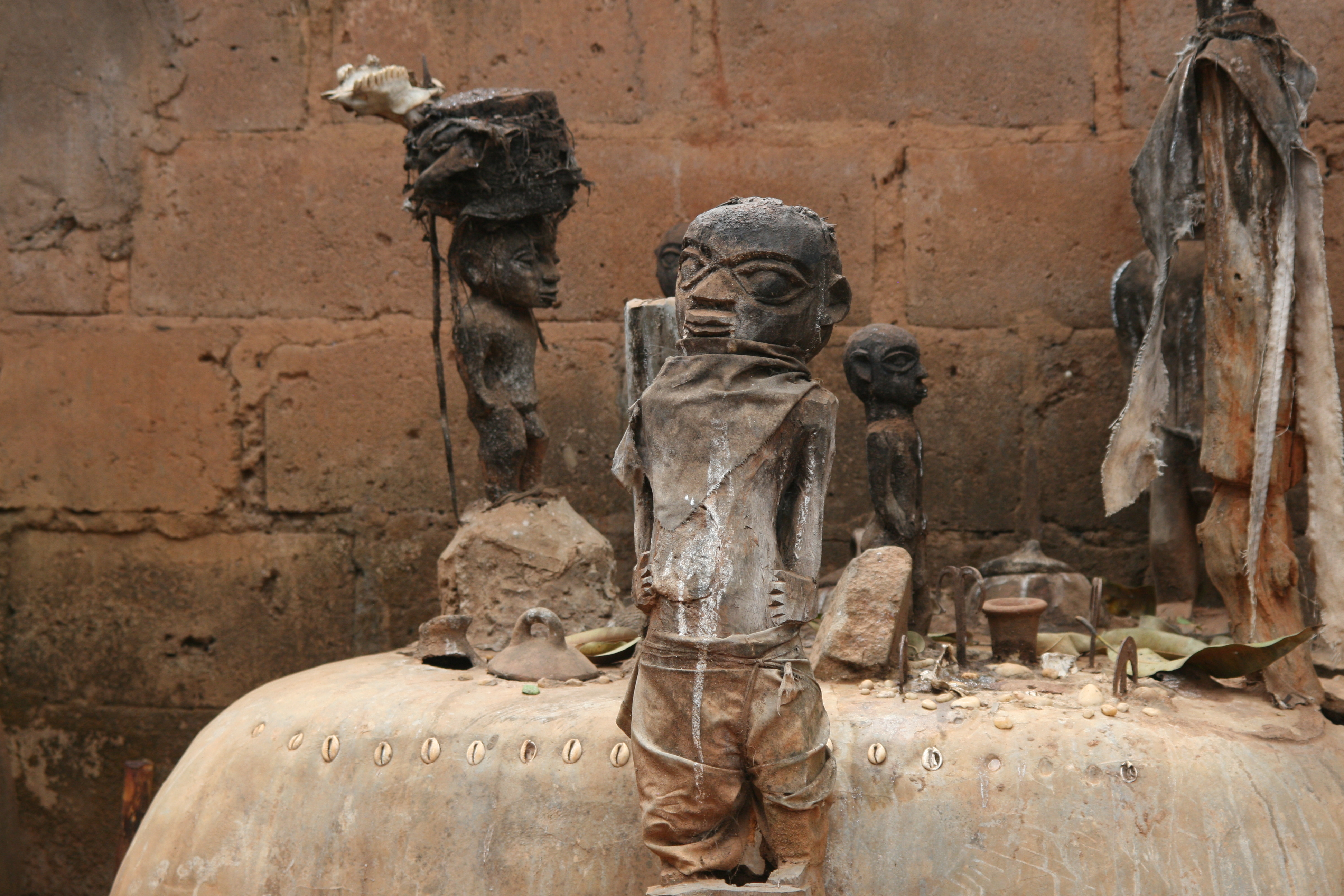
مذبح فودو في أبوميه، بنين

### الديانات التقليدية
الديانات الإفريقية التقليدية هي أقدم النظم العقائدية بين سكان هذه المنطقة، وأهمها هي أكان، يوروبا، أودينالا، وديانة سيرير. على الرغم من أن المعتقدات التقليدية تختلف من مكان إلى آخر، إلا أن هناك أوجه تشابه بينها أكثر من الاختلافات.

### المسيحية
تم إدخال المسيحية منذ أواخر القرن التاسع عشر فصاعدًا، عندما جلب المبشرون من الدول الأوروبية الدين إلى المنطقة. ومسيحيو غرب إفريقيا هم في الغالب من الكاثوليك أو الأنجليكين. وأصبحت المسيحية الديانة السائدة في الجزء الأوسط والجنوب من نيجيريا، والمناطق الساحلية الممتدة من جنوب غانا إلى الأجزاء الساحلية من سيراليون.

## الثقافة
وعلى الرغم من مجموعة واسعة من الثقافات في غرب إفريقيا، من نيجيريا وصولا إلى السنغال، هناك أوجه شبه عامة في اللباس، المطبخ، الموسيقى والثقافة. ويسبق هذا التاريخ الطويل للتبادل الثقافي عصر استعمار المنطقة ويمكن وضعه تقريبًا في زمن إمبراطورية غانا، وإمبراطورية مالي أو ربما قبل هذه الإمبراطوريات.

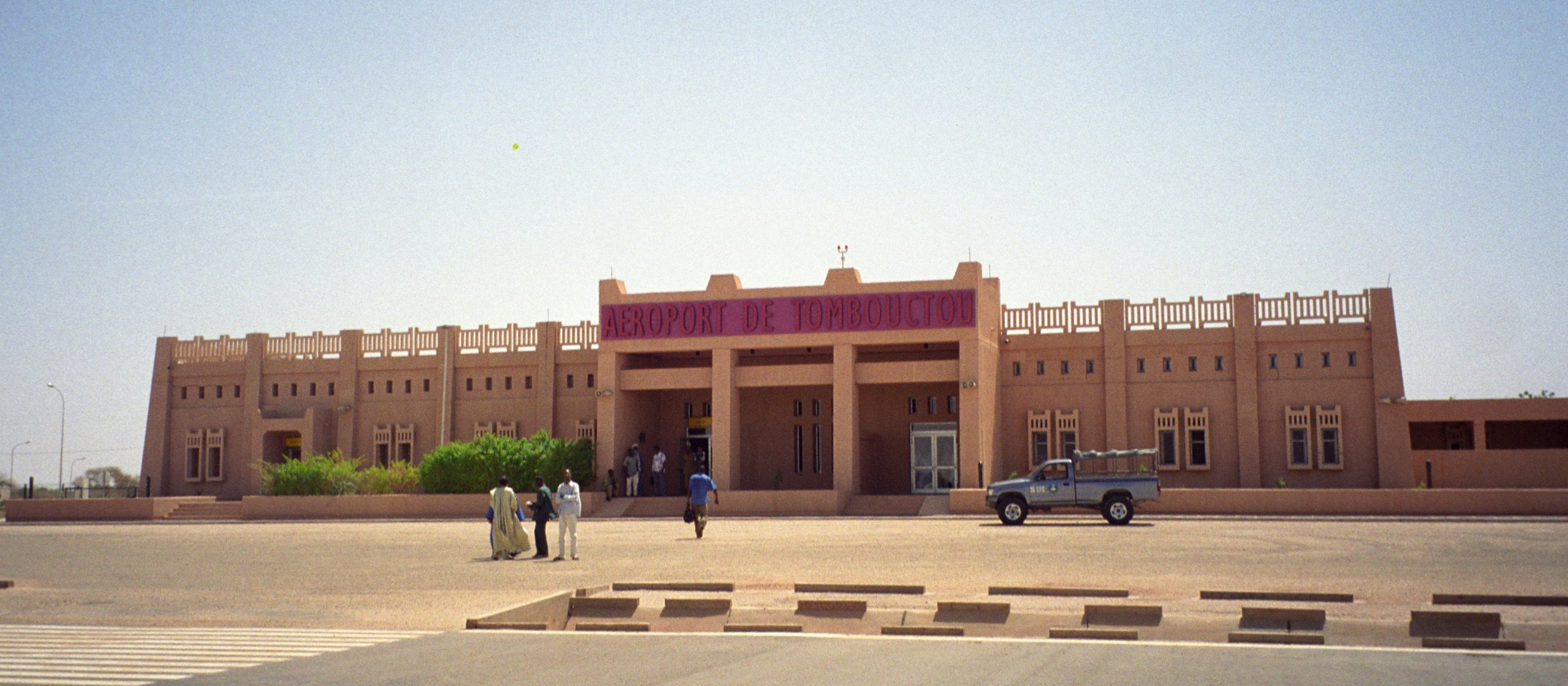
مبنى في مدينة تمبكتتو، مالي حيث يظهر الطراز المعماري لغرب إفريقيا

### العمارة التقليدية
الأنماط التقليدية الرئيسية للبناء هي أسلوب سودان الساحل المميز في المناطق الداخلية، وأنماط الغابات الساحلية. وتختلف اختلافًا كبيرًا في البناء بسبب المتطلبات التي تفرضها مجموعة متنوعة من المناخات في المنطقة، من الغابات الاستوائية الرطبة إلى الأراضي العشبية القاحلة والصحاري.

### الطعام

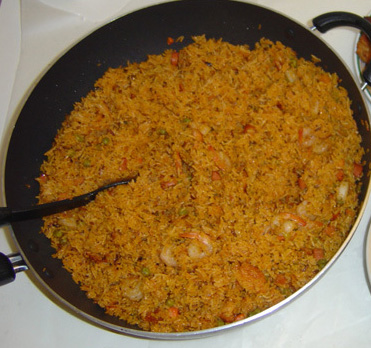
أرز الولوف

تشمل مطابخ غرب إفريقيا الأسماك (خاصة في المناطق الساحلية) واللحوم والخضروات والفواكه. وعلى الرغم من الاختلافات الواضحة بين المأكولات المحلية المختلفة في هذه المنطقة، فإن الأطعمة تظهر أوجه تشابه أكثر من الاختلافات. وقد يكون الاختلاف البسيط في المكونات المستخدمة. ويتم طهي معظم الأطعمة عن طريق السلق أو القلي. وتستخدم الخضروات النشوية، البطاطس، الموز، الكاسافا، والبطاطا الحلوة، في معظم الأطعمة.
وأشهر الأطباق هي
- أرز الجولوف - الذي يعود أصله إلى مملكة جولوف (الآن جزء من السنغال) ولكنه امتد غامبيا.[29][29]
- طبق مافي من مالي وهو شائع عند شعبي بامبإمبرا وماندينغي.
- يخنة زبدة الفول السوداني مع الأرز.
- طبق أكارا من نيجيريا، وهي وجبة الإفطار المفضلة في غامبيا والسنغال، فضلا عن كونها وجبة خفيفة في البرازيل ومنطقة البحر الكاريبي.[30][31]
- فوفو (عجين يقدم مع حساء حار أو صلصة) وأصله من غانا ويتم أكله في جميع أنحاء المنطقة وخارجها حتى في وسط إفريقيا بنسختهم الخاصة منه.[32]

### صناعة السينما
نوليوود في نيجيريا، هي صناعة السينما الرئيسية في غرب إفريقيا. وتعد صناعة السينما النيجيرية ثاني أكبر صناعة سينمائية من حيث عدد الإنتاج السينمائي السنوي، بعد السينما الهندية بوليوود.  

## الديموغرافيا

### لغات
توجد لغات كثيرة في غرب إفريقيا أهمها وأكبرها لغة الهوسا التي تحتل المركز الأول يتراوح عدد المتحدثين بها في غرب إفريقيا ما بين 200 مليون إلى 230 مليون بالاضافه إلى بعض الدول في إفريقيا الوسطي وشمال إفريقيا وجزء قليل في شرق إفريقيا ولغة الفولاني التي تحتل المركز الثاني في هذه المنطقة ويتحدث بها في عشرين دولة في غرب ووسط وشرق إفريقيا (السنغال- غينيا- غينيا بيساو- نيجيريا- الكاميرون-موريتانيا- ليبيريا- سيراليون- كوت ديفوار- توجو- إفريقيا الوسطى- السودان- تشاد- غانا-جاميبيا- النيجر- بوركينا فاسو- مالي- بنين) ومادينغو ويوربا وإبو وزرما.[بحاجة لمصدر]

### المدن الكبرى
- أبيدجان، ساحل العاج
- أكرا، غانا
- باماكو، مالي
- بانجول، غامبيا
- كوناكري، غينيا
- كوتونو، بنين
- داكار، السنغال
- فريتاون، سيراليون
- لاغوس، نيجيريا
- لومي، توغو
- واغادوغو، بوركينا فاسو
- مونروفيا، ليبيريا

## النقل

### النقل بالسكة الحديد

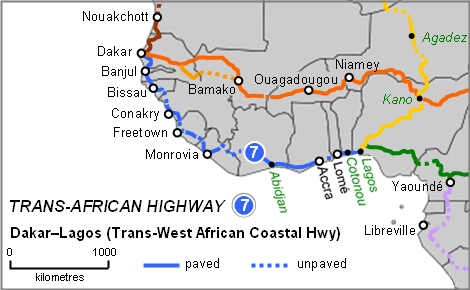
خريطة طريق داكار - لاغوس السريع

يخطط مشروع لتحديث السكك الحديدية في هذه المنطقة. وهو أحد أهداف المجموعة الاقتصادية لدول غرب إفريقيا.  وتشمل الأهداف تمديد السكك الحديدية في الدول الأعضاء، والربط البيني للسكك الحديدية المعزولة سابقًا. وهدف المرحلة الأولى ربط المدن والموانئ من لاغوس، كوتونو، لومي وأكرا.

### النقل البري
يعتبر الطريق الساحلي هو اهو الطريق الرئيسي حيث يربط 12 دولة ساحلية في غرب إفريقيا، من موريتانيا في الشمال الغربي إلى نيجيريا في الشرق، مع الطرق الفرعية الموجودة لاثنين من البلدان غير الساحلية، مالي وبوركينا فاسو.

### النقل الجوي
وأهم مطارات غرب إفريقيا هي:
- مطار كوتونو الدولي؛ كوتونو، بنين
- مطار واغادوغو؛ واغادوغو، بوركينا فاسو
- مطار أميلكار كابرال الدولي؛ برايا، الرأس الأخضر
- مطار بانجول الدولي؛ بانجول، غامبيا
- مطار كوتوكا الدولي؛ أكرا، غانا
- مطار كوناكري الدولي؛ كوناكري، غينيا
- مطار أوزفالدو فييرا الدولي؛ بيساو، غينيا بيساو
- مطار أبيدجان الدولي؛ أبيدجان، ساحل العاج
- مطار روبرتس الدولي؛ مونروفيا، ليبيريا
- مطار باماكو موديبو كيتا الدولي؛ باماكو، مالي
- مطار ديوري حماني الدولي؛ نيامي، النيجر
- مطار مورتالا محمد الدولي؛ لاغوس، نيجيريا
- مطار سانت هيلينا؛ جيمس تاون، سانت هيلانة
- مطار بليز دياغني الدولي؛ داكار، السنغال
- مطار فريتاون الدولي؛ فريتاون، سيراليون
- مطار لومي؛ لومي، توغو

## الصحة
تتزايد مشاكل الصحة العقلية في غرب إفريقيا، كما هو الحال في العديد من مناطق العالم الأخرى. ومع ذلك، فإن الموضوع يعد من المحرمات إلى حد كبير، ولا يزال العلاج المهني نادرًا.

## المنظمات الاقتصادية والإقليمية

خريطة البترول والغاز الطبيعي في غرب إفريقيا

المجموعة الاقتصادية لدول غرب إفريقيا، بموجب معاهدة لاغوس لعام 1975، هي منظمة لدول غرب إفريقيا تهدف إلى تعزيز اقتصاد المنطقة. يقتصر نشاط المجموعة على البلدان الثمانية، ومعظمها من البلدان الناطقة بالفرنسية، والتي تستخدم فرنك إفريقي كعملة مشتركة. تسعى سلطة ليبتاكو-غورما في مالي والنيجر وبوركينا فاسو إلى تطوير المناطق المتاخمة للبلدان الثلاثة بشكل مشترك.

### حركة السلام النسائية
منذ اعتماد قرار مجلس الأمن التابع للأمم المتحدة رقم 1325 في عام 2000، شاركت النساء في إعادة بناء إفريقيا التي مزقتها الحرب. بدءًا من حركة نساء ليبيريا الجماهيرية من أجل السلام وشبكة النساء في بناء السلام (ويب نت)، نمت حركة السلام لتشمل النساء في جميع أنحاء غرب إفريقيا.
أنشئت في 8 مايو 2006، شبكة الأمن المرأة والسلام - إفريقيا وهي منظمة غير حكومية مقرها في غانا تقودها النساء تركز على المرأة عموم إفريقيا . تركز المنظمة على تمكين المرأة ليكون لها دور في الحكم السياسي والسلام في إفريقيا. لها وجود في غانا ونيجيريا وساحل العاج وليبيريا وسيراليون. من بين القادة الإقليميين للمقاومة اللاعنفية ليما غبوي، كومفورت فريمان وآية فيرجيني توري.
صلوا من أجل عودة الشيطان إلى الجحيم هو فيلم وثائقي عن أصل حركة السلام هذه. تم استخدام الفيلم كأداة للدعوة في مناطق ما بعد الصراع مثل السودان وزيمبابوي، لتعبئة النساء الإفريقيات لتقديم التماس من أجل السلام والأمن.